# Mégalithes du Haut-Laos
Mégalithes du Haut-Laos (tạm dịch: Cự thạch cổ vùng Thượng Lào) là cuốn sách khảo cổ học xuất bản năm 1935 của Madeleine Colani nhằm kiểm tra và lập danh mục khoảng mười ngàn cự thạch vùng Thượng Lào.  Trước sách của Colani, quần thể cự thạch này từng được coi là một trong những cự thạch bí ẩn hơn.  Colani, sau khi xem xét Cánh đồng Chum trong suốt nhiều thập kỷ, đã lập danh mục số cự thạch này và đưa ra lập luận "mang tính thuyết phục" trong cuốn sách của mình rằng đây chỉ là những chiếc bình đựng tro cốt, được người dân xưa kia sử dụng trong tang lễ thời kỳ đồ đồng.
Mégalithes du Haut-Laos, một tác phẩm gồm hai tập, 600 trang, vừa lập danh mục và mô tả các hiện vật, vừa trình bày luận thuyết của Colani về nguồn gốc và cách sử dụng của chúng, được mô tả là "đóng góp to lớn của Colani cho tài liệu khảo cổ học".  Cuốn sách này đã thu hút sự chú ý rộng rãi hơn của công chúng và cộng đồng học giả phương Tây.